# Orest Zborowski
Orest Zborowski (...) è un hacker statunitense, noto per aver portato l'X Window System su Linux 0.12 nella primavera del 1992.
Cresciuto nel Connecticut, ottenne due lauree in ingegneria elettrica e computer science alla Duke University nella Carolina del Nord. Terminati gli studi iniziò a lavorare presso la Kodak e in seguito per la Microsoft.
All'inizio degli anni novanta iniziò a lavorare con Minix ma non lo ritenne un sistema veramente usabile e in grado di eseguire X. Passò quindi all'utilizzo di Linux cercando di implementare nel kernel tutte le chiamate di sistema dell'Unix System V necessarie a X per poter girare. Il lavoro fu veramente esteso ma piuttosto grezzo e Linus si vide costretto ad accettarlo più per necessità, che per la bontà del lavoro stesso.
Linus Torvalds ha affermato che il lavoro di Zborowski fu comunque un grande passo avanti per Linux, e che infuse in lui tanto ottimismo da convincerlo a passare dalla versione 0.12 direttamente alla versione 0.95. Per questo fu in seguito costretto a utilizzare numeri di versione piuttosto fantasiosi prima di arrivare alla versione 1.0.